# Черна могила (област Бургас)
 Тази статия е за селото в Област Бургас.  За другото българско село с това име вижте Черна могила (област Хасково).  
Чѐрна могѝла е село в Югоизточна България, област Бургас, община Айтос.

## География
Село Черна могила се намира в североизточната част на общината, около 13 km на изток-североизток от общинския център град Айтос и 27 km на север-северозапад от областния център град Бургас. Разположено е в североизточните склонове на Айтоската планина, Източна Стара планина, изтеглено в направление запад – изток на около 1,5 km. Общински път на изток от Айтос през село Мъглен води до Черна могила и продължава след селото на изток към село Косовец и нататък към други села в община Поморие. От общинския път – при западния му вход в Черна могила, се отклонява път към отстоящото на около 3,5 km и около 200 m по-ниско в долината на север село Ръжица, край което тече на изток Хаджийска река. Надморската височина на площада при джамията в Черна могила е около 325 m, в югозападния край на селото достига около 350 m, а на север и изток намалява до около 275 – 280 m в североизточния му край.

## История
След края на Руско-турската война 1877 – 1878 г., по Берлинския договор селото остава на територията на Източна Румелия. От 1885 г. – след Съединението, то се намира в България с името Кара тепе. Преименувано е чрез превод на името на Черна могила през 1934 г.
В съхранявани в Държавния архив – Бургас документи от периода 1942 – 1944 г. има данни за наличието на Народно начално училище в село Черна могила.

## Население
Населението на село Черна могила наброява 525 души към 1934 г., търпи поради миграция промени в числеността с максимум към 1946 г. – 598 души, и към 2018 г. наброява 346 души (по текуща демографска статистика за населението).

### Етнически състав
Преброяване на населението през 2011 г.
Численост и дял на етническите групи според преброяването на населението през 2011 г.:
|                     | Численост |
| Общо                | 355       |
| Българи             | -         |
| Турци               | 355       |
| Цигани              | -         |
| Други               | -         |
| Не се самоопределят | -         |
| Неотговорили        | -         |

## Религии
Изповядваната религия в село Черна могила е ислям.

## Обществени институции
Село Черна могила към 2020 г. е център на кметство Черна могила.
В селото към 2020 г. има:
- постоянно действаща джамия.[9]
- действащо читалище „Пейо Крачолов Яворов“.[10]

## Икономика
В Черна могила работната заетост е предимно в селското стопанство (животновъдство и земеделие).

## Забележителности
На около километър югозападно от село Черна могила се намира възвишението Каратепе (Черна могила, Черен връх) с надморска височина 484,6 m.

## Редовни събития
Всяка година през май се организират събор и конни състезания.